# هاوارد بیکر
هاوارد بیکر جونیور (به انگلیسی: Howard Baker, Jr.) سناتور سابق عضو حزب جمهوری‌خواه ایالات متحده آمریکا بود. وی در سال ۱۹۶۷ تا ۱۹۸۵ میلادی سناتور ایالت تنسی در سنای ایالات متحده آمریکا بود.